# Juan Melendez
Pour les articles homonymes, voir Melendez.
 (août 2011).
Si vous disposez d'ouvrages ou d'articles de référence ou si vous connaissez des sites web de qualité traitant du thème abordé ici, merci de compléter l'article en donnant les références utiles à sa vérifiabilité et en les liant à la section « Notes et références ».
Juan Melendez, né le 24 mai 1951 dans une famille portoricaine à Brooklyn, New York, a été condamné à mort en 1984 pour le meurtre du propriétaire d’un salon de coiffure. Bien qu'il ait toujours clamé son innocence, Juan Melendez a passé 18 ans en détention avant d'être relaxé et libéré en 2002.

## Les faits
Le 13 septembre 1983, Delbert Baker est trouvé mort à Auburndale en Floride, dans son salon de beauté. On lui avait tiré dessus à trois reprises, il avait eu la gorge tranchée et ses bijoux avaient disparu.
En 1984, David Falcon, une relation indirecte de Juan Melendez, affirme devant les forces de police de Floride qu'il sait qui a tué Baker. Falcon indiquait que Melendez lui aurait avoué le crime et il mettait également en cause un autre homme de la Région des lacs, John Berrien. Ce dernier, craignant la peine de mort, racontait une histoire pleine de contradictions et d'inexactitudes mais qui suffit à convaincre les autorités que Juan Melendez était bien l'auteur du meurtre.
Juan Melendez est alors arrêté en Pennsylvanie, où il travaillait comme aide de récolte.
Lors de son procès en septembre 1984, Falcon et Berrien étaient les principaux témoins. Malgré l'absence de preuve physique liant Melendez au crime et le fait qu'il avait un alibi (il était avec une amie mariée la nuit du meurtre) il a été reconnu coupable de meurtre au premier degré et de vol armé. Le 21 septembre 1984, la cour a condamné Melendez à la peine de mort.

## La libération
Après dix-huit années passées dans le couloir de la mort, Juan Melendez est sorti libre, le 4 janvier 2002, de la prison de Raiford à Tampa en Floride grâce aux aveux fait en 1999 par le véritable meurtrier, aujourd'hui décédé.